# Акимов, Александр Фёдорович
Алекса́ндр Фёдорович Аки́мов (6 мая 1953, Новосибирск, СССР — 11 мая 1986, Москва, СССР) — советский работник Чернобыльской атомной электростанции (ЧАЭС), начальник ночной смены, работавшей на энергоблоке № 4 в ночь аварии 26 апреля 1986 года.

## Биография
Александр Акимов родился 6 мая 1953 года в Новосибирске. В 1976 году окончил Московский энергетический институт по специальности автоматизация теплоэнергетических процессов. С сентября 1979 года работал на Чернобыльской АЭС. Трудился старшим инженером по управлению турбинами, а также начальником смены турбинного цеха. 10 июля 1984 года был назначен на должность начальника смены блока № 4.

### Авария на ЧАЭС
Александр Акимов был одним из непосредственных участников событий на четвёртом блоке Чернобыльской АЭС в ночь 26 апреля 1986 года, когда на станции произошла авария. Он заступил на смену в начале 12 ночи 26 апреля 1986 года, приняв её от начальника смены четвёртого блока Юрия Трегуба, и приступил к своим обязанностям. На смену вместе с Акимовым заступили: Леонид Топтунов — СИУР, Борис Столярчук — СИУБ и Игорь Киршенбаум — СИУТ. На энергоблоке в тот момент шла подготовка к останову энергоблока на профилактический ремонт и испытания по выбегу турбогенератора (ТГ). Акимов вместе с Анатолием Дятловым, заместителем главного инженера Чернобыльской АЭС, контролировал и руководил действиями ночной смены на блочном щите управления (БЩУ) энергоблока № 4. Ночная смена продолжила начатые 25 апреля работы по остановке энергоблока и подготовку к проведению испытания по выбегу. На момент заступления Акимова на смену в 00:05 (по оперативному журналу) тепловая мощность реактора составляла 720 МВт.
В 00:28 при переходе с системы локального автоматического регулирования мощности (ЛАР) на автоматический регулятор мощности основного диапазона (1АР, 2АР), оператором реактора Топтуновым не была вовремя дана команда по удержанию мощности, в результате чего тепловая мощность реактора снизилась до 30-50 МВт. После провала мощности персоналом станции было решено поднять мощность. Акимов, вместе с оставшимся после смены Трегубом, стали помогать Топтунову поднимать мощность, извлекая регулирующие стержни из активной зоны реактора. К 1 часу ночи (01:03 минут по оперативному журналу) мощность была поднята до 200 МВт и застабилизирована. Дальнейший подъём мощности реактора, до установленных программой испытаний значений в 700—1000 МВт, решено было не проводить. Кем было принято решение о подъёме мощности и только до 200 МВт, Акимовым или Дятловым, однозначных сведений нет, так как показания свидетелей, присутствующих на тот момент на БЩУ, разнятся.
В 01:03 и 01:07 запущены седьмой и восьмой ГЦН согласно программе испытаний. Работы по подготовке к выбегу турбогенератора были закончены, о чём Акимов доложил Анатолию Дятлову. Акимов провел инструктаж участникам смены по действиям во время проведения испытаний. Так, согласно порядку проведения испытаний, по команде «Осциллограф — пуск!» одновременно должны были быть закрыты стопорно-регулирующие клапаны (СРК) турбины, нажата кнопка МПА и заглушен реактор.
В 01:23:04 Григорием Метленко, старшим инженером электроцеха от предприятия «Донтехэнерго», была подана команда о включении осциллографа, что означало начало испытаний по выбегу турбогенератора. Были закрыты СРК турбины № 8. В 01:23:10 по команде Метленко Григорием Лысюком, мастером электроцеха, была нажата кнопка МПА. Примерно через 20 секунд после начала выбега Акимовым была дана команда на глушение реактора. Кто непосредственно нажал кнопку Акимов или оператор реактора Топтунов — неизвестно, так как показания свидетелей различны. В 01:23:39 была нажата кнопка A3-5. Стержни A3 и РР начали движение в активную зону реактора. Примерно через 3 секунды после нажатия кнопки АЗ-5 средствами регистрации параметров энергоблока были зафиксированы множественные аварийные сигналы, в частности резкое повышение реактивности и быстрый рост тепловой мощности реактора. В этот момент персонал на БЩУ почувствовал низкочастотную вибрацию сопровождавшуюся нарастающим гулом и ударами. Акимов, находившийся у пульта управления реактором, увидел, что регулирующие стержни остановились, затем обесточил электромагнитные муфты сервоприводов стержней, чтобы они под своим весом упали в активную зону реактора. Эта команда зарегистрирована в 01:23:49.
Через некоторое время (сколько секунд прошло — не запомнил) послышался гул. <…> Сильно шатнуло пол и стены, с потолка посыпалась пыль и мелкая крошка, потухло люминесцентное освещение, установилась полутьма, горело только аварийное освещение, затем сразу же раздался глухой удар, сопровождавшийся громоподобными раскатами. Освещение появилось вновь, все находившиеся на БЩУ-4 были на месте, операторы окриками, пересиливая шум, обращались друг к другу, пытаясь выяснить, что же произошло, что случилось.
В промежуток времени между 01:23:42 и 01:23:47 на станции произошёл взрыв. Согласно данным расследования именно в этот период реактор был полностью разрушен и перестал существовать как управляемая система.

### Действия после аварии и смерть
После аварии Акимов оставался на аварийном блоке вплоть до 8 утра, предпринимая вместе с участниками смены и другими сотрудниками станции меры по локализации аварии и нераспространению её на другие энергоблоки.
Так, Акимовым в первые минуты после аварии были вызваны пожарные, а также бригады скорой медицинской помощи. Акимов оповестил об аварии начальника смены станции Бориса Рогожкина, и тот, согласно должностной инструкции, оповестил Москву и Киев. Под руководством Акимова были проведены работы по отключению и обесточиванию механизмов, для предотвращения возникновения замыканий в цепях, сливу турбинного масла, вытеснению водорода из генераторов машинного зала энергоблока.
В первые часы персонал аварийного энергоблока и станции не имел представления о реальных масштабах прошедшей аварии. Акимов также считал, что активная зона реактора после взрыва цела, и пытался организовать аварийную схему подачи воды в реактор для предотвращения расплавления. В первые же минуты им были запущены насосы САОР для подачи воды. Однако он не имел точных данных о том, поступает ли вода в реактор для охлаждения активной зоны.
Около трёх часов ночи Дятлов приказал Акимову, чтобы он вызвал себе подмену. Акимов вызвал начальника смены блока Бабичева, однако сам остался на блоке.
К 6 утра было принято решение организовать подачу воды в активную зону через барабаны-сепараторы. Ранее предпринимались попытки открыть отсечную арматуру САОР для подачи воды в реактор, но безуспешно. Было решено проникнуть на питательный узел двумя группами и вручную открыть задвижки. В первой группе были Акимов, Топтунов и Нехаев, старший инженер-механик смены РЦ-1, во второй — Орлов и Усков также из персонала первого энергоблока. Акимов повёл группу на питательный узел и там указал, какие регуляторы необходимо открыть. К 8 часам регуляторы были открыты, однако общее физическое состояние Акимова и Топтунова к этому времени было уже тяжёлое, вследствие полученных больших доз ионизирующего облучения.
7:45. Потихоньку дошли до БЩУ-4. Доложили — вода подана. Все мокрые до нитки. Сменили со Славой «лепестки», одежду менять не на что. Акимов и Топтунов в туалете напротив, рвота не прекращается. Орлов дал команду Нехаеву: помочь Акимову и Топтунову добраться до медпункта, самому вернуться и сдавать смену.
Акимов утром 26 апреля был отвезен в медсанчасть города Припяти. Оттуда позже он был эвакуирован в клиническую больницу № 6 в Москву. Акимов умер от последствий острой лучевой болезни в клинической больнице 11 мая 1986 года. Вплоть до самой смерти Акимов, пока мог говорить, повторял: «Я все делал правильно. Не понимаю, почему так произошло».
Акимов с первых минут аварии пытался овладеть ситуацией, управлять течением событий. Перед моим последним уходом из БЩУ-4 он сказал мне сокрушенно, что воды в барабанах-сепараторах нет, реактор не управляется, что хуже некуда. Я посетил его в палате клинической больницы в день его рождения. Находясь в тяжёлом состоянии в результате большой дозы облучения (ожог 100 % поверхности тела), он тем не менее интересовался последними сведениями о причинах аварии и заверил меня, что, если вылечится, будет заниматься охотой, станет егерем. Он умер, так и не узнав причин случившейся аварии.
У Акимова на момент смерти остались жена Любовь и двое сыновей — девятилетний Алексей и четырёхлетний Константин.
Топтунов пережил Акимова на 3 дня и умер 14 мая 1986 года.
В связи со смертью Акимова, Топтунова и Перевозченко уголовное преследование в их отношении было прекращено 28 ноября 1986 года, на основании Уголовно-процессуального кодекса УССР.

## Награды
Указом Президента Украины № 1156/2008 от 12 декабря 2008 года Александр Акимов был награждён орденом «За мужество» ІІІ степени посмертно.

## Образ в кино
- В 2006 году «Би-би-си» сняла фильм «Пережить катастрофу: Чернобыльская ядерная катастрофа» (англ. Surviving Disaster: Chernobyl Nuclear Disaster), в котором роль Акимова сыграл британский актёр Алекс Лоу[англ.].
- В 2019 году на экраны вышел мини-сериал HBO «Чернобыль», в котором роль Акимова сыграл британский актёр Сэм Тротон.
- В 12-серийном телесериале «Чернобыль» (Россия, 2022; реж. Алексей Мурадов) роль Акимова сыграл белорусский актер Андрей Карако. Его жену — Дарья Грачева.